# دایسان
دایسان (انگلیسی: Dysan) شرکت سخت‌افزار آمریکایی است، که در سال ۱۹۷۳ تأسیس شد.